# Canistrum seidelianum
Canistrum seidelianum là một loài thực vật có hoa trong họ Bromeliaceae. Loài này được W.Weber mô tả khoa học đầu tiên năm 1986.

## Hình ảnh

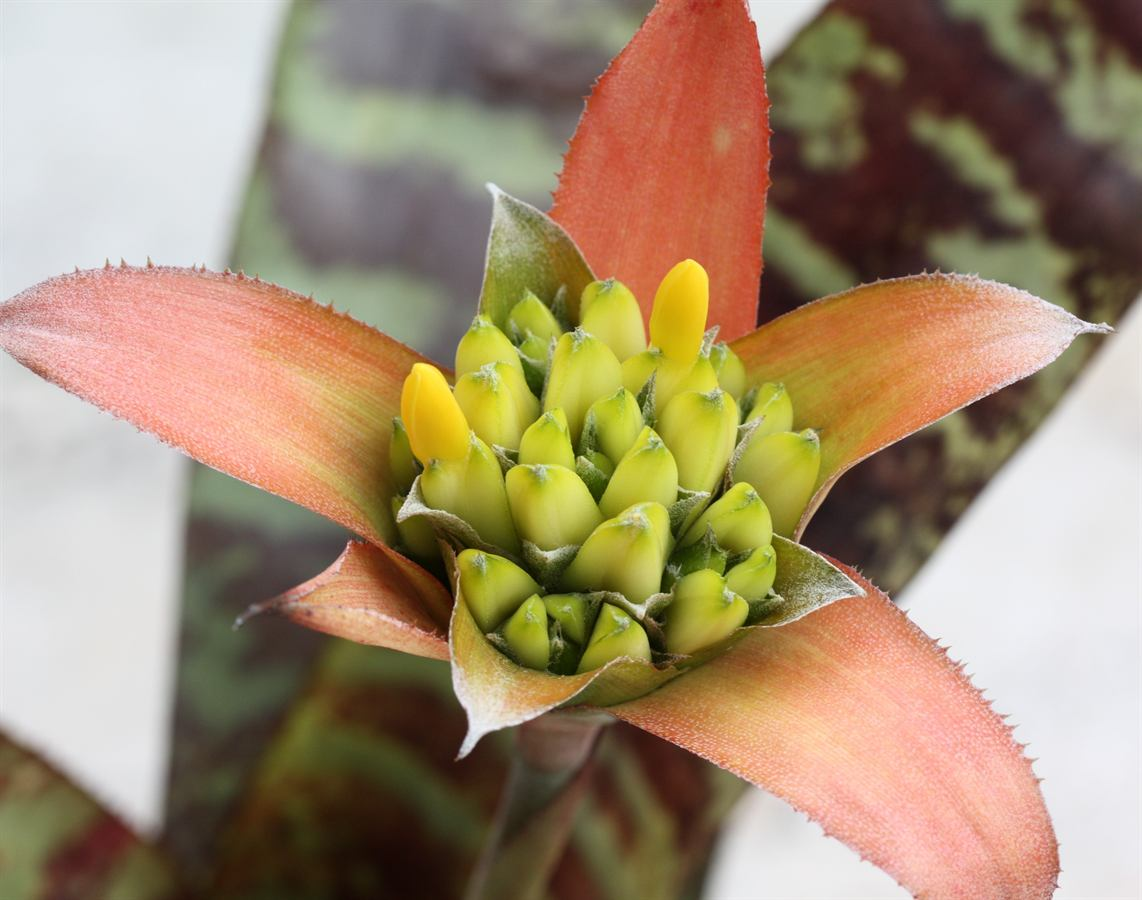